# 78P/Gehrels
78P/Gehrels 2, komet Jupiterove obitelji. 